# Tênis de mesa nos Jogos Paralímpicos de Verão de 2012 - Simples feminino - Classe 1-2
A competição de simples feminino na classe 1-2 do tênis de mesa nos Jogos Paralímpicos de Verão de 2012 foi disputada entre os dias 30 de agosto e 2 de setembro no Complexo ExCel, em Londres.

## Medalhistas
| Ouro   | CHN Liu Jing                |
| Prata  | ITA Pamela Pezzutto         |
| Bronze | FRA Isabelle Lafaye-Marziou |

## Resultados

### Primeira fase

#### Grupo A
| Atleta           | V | D | SG | S   |
| ---------------- | - | - | -- | --- |
| CHN Liu Jing     | 2 | 0 | 6  | +23 |
| ITA Clara Podda  | 1 | 1 | 4  | +2  |
| USA Tara Profitt | 0 | 2 | 0  | -25 |

| CHN Liu Jing     | 11 | 11 | 11 |  |  |
| USA Tara Profitt | 5  | 7  | 5  |  |  |

| USA Tara Profitt | 9  | 9  | 6  |  |  |
| ITA Clara Podda  | 11 | 11 | 11 |  |  |

| CHN Liu Jing    | 11 | 11 | 11 | 11 |  |
| ITA Clara Podda | 7  | 8  | 13 | 9  |  |

#### Grupo B
| Atleta                | V | D | SG | S   |
| --------------------- | - | - | -- | --- |
| ITA Pamela Pezzutto   | 2 | 0 | 6  | +28 |
| FRA Florence Sireau   | 1 | 1 | 5  | -6  |
| IRL Eimear Breathnach | 0 | 2 | 2  | -22 |

| ITA Pamela Pezzutto   | 11 | 11 | 11 |  |  |
| IRL Eimear Breathnach | 3  | 7  | 8  |  |  |

| IRL Eimear Breathnach | 14 | 6  | 11 | 10 | 3  |
| FRA Florence Sireau   | 12 | 11 | 5  | 12 | 11 |

| ITA Pamela Pezzutto | 11 | 9  | 11 | 9  | 11 |
| FRA Florence Sireau | 7  | 11 | 5  | 11 | 4  |

#### Grupo C
| Atleta                   | V | D | SG | S   |
| ------------------------ | - | - | -- | --- |
| RUS Nadezda Pushpasheva  | 2 | 0 | 6  | +18 |
| THA Wachirapond Maenpuak | 1 | 1 | 4  | +10 |
| POL Dorota Bucław        | 0 | 2 | 0  | -28 |

| RUS Nadezda Pushpasheva  | 12 | 11 | 9  | 11 |  |
| THA Wachirapond Maenpuak | 10 | 8  | 11 | 6  |  |

| THA Wachirapond Maenpuak | 11 | 11 | 11 |  |  |
| POL Dorota Bucław        | 6  | 5  | 4  |  |  |

| RUS Nadezda Pushpasheva | 12 | 11 | 11 |  |  |
| POL Dorota Bucław       | 10 | 7  | 7  |  |  |

#### Grupo D
| Atleta                      | V | D | SG | S   |
| --------------------------- | - | - | -- | --- |
| FRA Isabelle Lafaye Marziou | 2 | 0 | 6  | +20 |
| IRL Rena McCarron Rooney    | 1 | 1 | 4  | +2  |
| JOR Maha Bargouthi          | 0 | 2 | 2  | -22 |

| FRA Isabelle Lafaye Marziou | 11 | 11 | 8  | 11 |  |
| IRL Rena McCarron Rooney    | 5  | 9  | 11 | 8  |  |

| IRL Rena McCarron Rooney | 10 | 12 | 11 | 11 | 11 |
| JOR Maha Bargouthi       | 12 | 14 | 7  | 3  | 9  |

| FRA Isabelle Lafaye Marziou | 11 | 11 | 11 |  |  |
| JOR Maha Bargouthi          | 9  | 5  | 7  |  |  |

### Fase eliminatória
|  | Semifinais | Semifinais                  | Semifinais | Semifinais | Semifinais | Semifinais | Semifinais |  |  | Final               | Final                       | Final               | Final               | Final               | Final               | Final               |
|  |            |                             |            |            |            |            |            |  |  |                     |                             |                     |                     |                     |                     |                     |
|  | A          | CHN Liu Jing                | 11         | 11         | 10         | 11         |            |  |  |                     |                             |                     |                     |                     |                     |                     |
|  | C          | FRA Isabelle Lafaye Marziou | 9          | 9          | 12         | 5          |            |  |  |                     |                             |                     |                     |                     |                     |                     |
|  |            |                             |            |            |            |            |            |  |  | A                   | CHN Liu Jing                | 11                  | 11                  | 11                  |                     |                     |
|  |            |                             |            |            |            |            |            |  |  | B                   | ITA Pamela Pezzutto         | 8                   | 8                   | 5                   |                     |                     |
|  | D          | RUS Nadezda Pushpasheva     | 6          | 1          | 4          |            |            |  |  |                     |                             |                     |                     |                     |                     |                     |
|  | B          | ITA Pamela Pezzutto         | 11         | 11         | 11         |            |            |  |  | Disputa pelo bronze | Disputa pelo bronze         | Disputa pelo bronze | Disputa pelo bronze | Disputa pelo bronze | Disputa pelo bronze | Disputa pelo bronze |
|  |            |                             |            |            |            |            |            |  |  | C                   | FRA Isabelle Lafaye Marziou | 8                   | 11                  | 11                  | 6                   | 13                  |
|  |            |                             |            |            |            |            |            |  |  | D                   | RUS Nadezda Pushpasheva     | 11                  | 5                   | 3                   | 11                  | 11                  |